# Les Grandes Espérances (film, 1917)
Pour les articles homonymes, voir Les Grandes Espérances (homonymie).

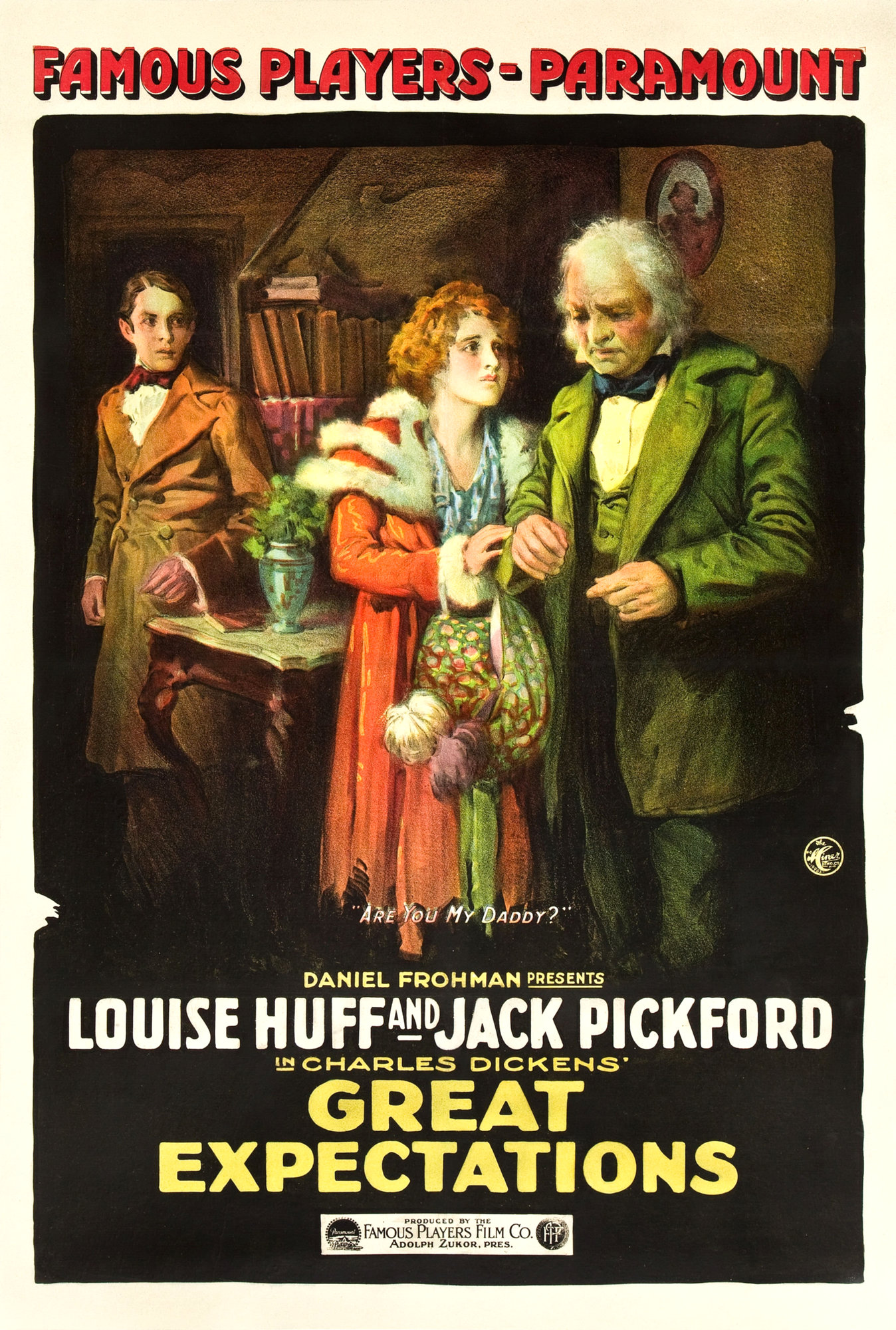
Affiche du film.

Les Grandes Espérances (Great Expectations) est un film américain réalisé par Robert G. Vignola et sorti en 1917. Il est une adaptation du roman de Charles Dickens : Les Grandes Espérances.

## Synopsis
Aidé par un gentlemen, un jeune orphelin va devenir un homme riche...

## Fiche technique
- Titre original : Great Expectations
- Réalisation : Robert G. Vignola
- Scénario : d'après le roman Les Grandes Espérances de Charles Dickens
- Production : Famous players
- Distribution : Paramount Pictures
- Photographie : William Marshall
- Durée : 50 minutes (5 bobines)[1]
- Date de sortie : 8 janvier 1917 ( États-Unis)

## Distribution
- Jack Pickford : Pip
- Louise Huff : Estella Havisham

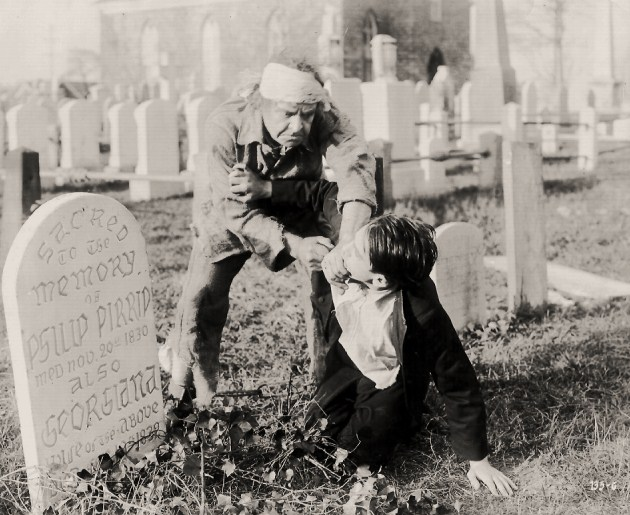
Frank Losee et Jack Pickford.

- Frank Losee : Abel Magwitch, alias Provis
- William Black (en) : Joe Gargery
- Marcia Harris : Mrs. Gargery
- Grace Barton : Miss Havisham
- Herbert Prior : Mr. Jaggers